# ピエール＝アレクシス・ペソノ
ピエール＝アレクシス・ペソノ（Pierre-Alexis Pessonneaux、1987年11月25日 ‐ ）は、フランス・ベレー出身で短距離走が専門の陸上競技選手。2012年ロンドンオリンピック男子4×100mリレーの銅メダリストである。

## 経歴
2010年7-8月、ヨーロッパ選手権の男子4×100mリレーに出場し、予選と決勝で3走を務めた。ジミー・ヴィコ、クリストフ・ルメートル、ペソノ、マルシャル・ムバンジョクのオーダーで臨んだ決勝では38秒11をマークし、イタリア（38秒17）やドイツ（38秒44）を破っての金メダル獲得に貢献した。
2012年8月、ロンドンオリンピックの男子4×100mリレーに出場し、予選と決勝で3走（ジミー・ヴィコ、クリストフ・ルメートル、ペソノ、ロナルド・ポニョン）を務めた。決勝では38秒16をマークしての4位（当時）に貢献したが、大会から3年が経った2015年、銀メダルを獲得したアメリカチームのメダルが剥奪され、フランスの順位は3位に繰り上がり銅メダルを獲得した。
2015年3月、世界リレーの男子4×100mと4×200mに出場。4×100mは予選と決勝で3走（ピエール・ヴァンサン、クリストフ・ルメートル、ペソノ、エマニュエル・ビロン）を務めると、決勝では38秒81をマークしての5位に貢献し、2016年リオデジャネイロオリンピックの出場権を獲得した。4×200mでも予選と決勝で3走を務めると、Teddy Tinmar、クリストフ・ルメートル、ペソノ、Ben Bassawのオーダーで臨んだ決勝はジャマイカ（1分20秒97）には敗れたが、1分21秒49をマークしての銀メダル獲得に貢献した。

## 自己ベスト
記録欄の（　）内の数字は風速（m/s）で、+は追い風を意味する。
| 種目 | 記録           | 年月日        | 場所         | 備考           |
| 屋外 | 屋外           | 屋外          | 屋外         | 屋外           |
| ---- | -------------- | ------------- | ------------ | -------------- |
| 100m | 10秒33 (+1.7)  | 2016年6月4日  | ヴェニシュー |                |
| 100m | 10秒29w (+4.9) | 2009年5月31日 | フォルバック | 追い風参考記録 |
| 200m | 20秒61 (+0.9)  | 2015年6月6日  | ジュネーヴ   |                |
| 室内 |                |               |              |                |
| 50m  | 5秒83          | 2009年2月20日 | リエヴァン   |                |
| 60m  | 6秒73          | 2010年2月28日 | パリ         |                |
| 200m | 20秒87         | 2015年2月22日 | オービエール |                |

## 主要大会成績
| 年   | 大会                      | 場所       | 種目    | 結果     | 記録            | 備考                                          |
| ---- | ------------------------- | ---------- | ------- | -------- | --------------- | --------------------------------------------- |
| 2009 | 地中海競技大会 (en)       | ペスカーラ | 200m    | 4位      | 21秒00 (-0.4)   |                                               |
| 2009 | 地中海競技大会 (en)       | ペスカーラ | 4x100mR | 2位      | 39秒49 (3走)    |                                               |
| 2009 | ヨーロッパU23選手権 (en)  | カウナス   | 200m    | 8位      | 21秒13 (-0.2)   |                                               |
| 2009 | ヨーロッパU23選手権 (en)  | カウナス   | 4x100mR | 2位      | 39秒26 (3走)    |                                               |
| 2010 | ヨーロッパ選手権          | バルセロナ | 4x100mR | 優勝     | 38秒11 (3走)    |                                               |
| 2010 | コンチネンタルカップ (en) | スプリト   | 4x100mR | 決勝失格 | DQ (3走)        | ヨーロッパ大陸代表 (メンバーは全員フランス人) |
| 2012 | ヨーロッパ選手権          | ヘルシンキ | 4x100mR | 3位      | 38秒46 (3走)    |                                               |
| 2012 | オリンピック              | ロンドン   | 4x100mR | 3位      | 38秒16 (3走)    | 大会終了後に4位から3位に順位繰り上がり        |
| 2015 | 世界リレー (en)           | ナッソー   | 4x100mR | 5位      | 38秒81 (3走)    |                                               |
| 2015 | 世界リレー (en)           | ナッソー   | 4x200mR | 2位      | 1分21秒49 (3走) |                                               |